# Йон Кодряну (депутат)
Кодряну Йон (нар. 14 квітня 1879, Штефенешть, Сорокський повіт (міжвоєнний) — пом. 15 лютого 1949, Бухарест) селянин, член Сфатул Церій.
27 березня 1918 року Іон Кодряну проголосував за приєднання Бессарабії до Румунії.
У 1940 році був заарештований і засуджений разом з 13 іншими особами як активний учасник контрреволюційного руху «Молдавенський блок» і «Сфатул Церій». Лише Йону Кодряну вдалося уникнути розправи, його обміняли в травні 1941 року на комуністку Ану Паукер, схоплену та заарештовану румунською службою безпеки і засуджену в 1935 році до десяти років ув'язнення.